# نوال غشام
نوال غشام، مطربة تونسية أدت مجموعة من الأغاني التراثية والرومانسية إضافة لأغاني وطنية باللهجتين التونسية والليبية. اشتهرت من خلالها في التسعينيات.
تعاملت في أول التسعينات مع الملحن الكبير بليغ حمدي في اغنيتين *رغم اختلاف الظروف *و*و*ليالينا*
والشيخ سيد مكاوي *حبيبي الي بحبو *و*بيني وبينك*
سنة 1996صدر للفنانة نوال غشام البوم طولت بالي عليك كلمات عمر بطيشة والحان صلاح الشرنوبي إنتاج علم الفن
أهم ما غنت نوال غشام 1991 باكتب *باسمك يا بلادي * كلمات والحان ايلي شويري,
- غوالي كلمات الشاعر عبد الله منصور,
- راجيت *
- عيني يا لالا
- إلى طغاة العالم *لابي القاسم الشابي
- تكذب عليا*

في 2008، قامت بأداء أغنية رثا في الذكرى الثانية لإعدام الرئيس العراقي السابق صدام حسين من كلمات الشاعر الليبي علي الكيلاني والملحن الليبي خليفة الزليطني
2013 غنت نوال غشام من كلمات سمو الشيخ محمد بن راشد ال مكتوم *في عيونك *
.
- نوال غشام على موقع ديسكوغز (الإنجليزية)